# Rękodzieło

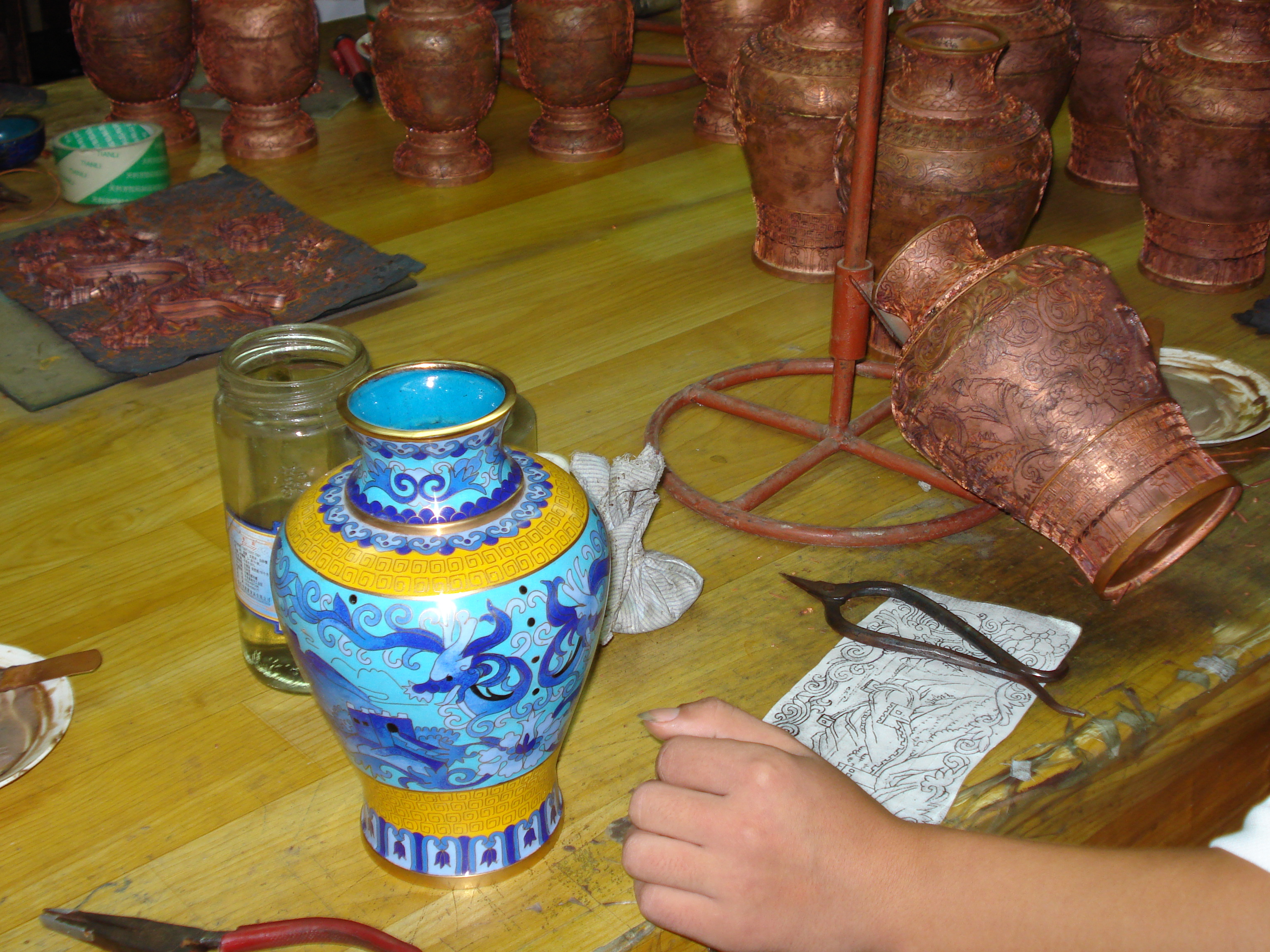
Rękodzieło – wytwórnia naczyń emaliowanych w Chinach

Rękodzieło – forma drobnej produkcji opartej na pracy ręcznej, posiadająca jednocześnie walory artystyczne.

## Formy rękodzieła
- garncarstwo tradycyjne (na kole garncarskim)
- tkactwo na tradycyjnych krosnach,
- szydełkowanie, roboty na drutach, frywolitki, koronkę klockową
- wikliniarstwo
- niektóre rzeźby autorstwa twórców ludowych, gł. w drewnie, i inne wyroby wytwarzane chałupniczo, przy użyciu tradycyjnych (nieprzemysłowych) metod produkcji
- filigrany
- scrapbooking
- lepienie z masy solnej
- hafciarstwo
- bibułkarstwo
- Koraliki (biżuteria nieprzemysłowo) kwiaty, obrazy haftowane koralikami, kosze z kwiatami